# ハイイロクイナ
ハイイロクイナ(灰色水鶏、学名：Rallus sanguinolentus) は、ツル目クイナ科に分類される鳥類の一種である。本種をマダラクイナ属（Pardirallus）に分類する説もある。その場合学名は、Pardirallus sanguinolentusとなる。

## 分布
ペルー、チリ、ボリビア、ブラジル、パラグアイ、ウルグアイ、アルゼンチンに分布する。南部で繁殖した個体の中には、冬季は北上して越冬するものもいる。迷鳥としてフォークランド諸島からも記録がある。

## 形態
体長30-38cm。体の上面はオリーブ色がかった褐色で、後頭部は灰色みが強くなる。顔と体の下面は暗い灰色、下尾筒は黒色である。虹彩は赤色、嘴は緑色で基部は青色、脚は赤色である。

## 生態
水辺の茂みの中に生息する。夜行性で日没後に活動する。
主に昆虫類を捕食する。
チリでの記録では繁殖時期は10-1月で草藪の中や地上に営巣し、1腹4-6個の卵を産む。

## 亜種
以下の6亜種に分類される。
- Rallus sanguinolentus sanguinolentus
- Rallus sanguinolentus simonsi
- Rallus sanguinolentus tschudii
- Rallus sanguinolentus zelebori
- Rallus sanguinolentus landbecki
- Rallus sanguinolentus luridus